# Mustafa Yılmaz (Schachspieler)
Mustafa Yılmaz (* 5. November 1992 in Mamak) ist ein türkischer Schachspieler.
Die türkische Einzelmeisterschaft konnte er dreimal gewinnen: 2009, 2017 und 2022. Er spielte bei sechs Schacholympiaden: 2008 bis 2018. Außerdem nahm er dreimal (2010, 2013 und 2017) an der Mannschaftsweltmeisterschaft und viermal an der Europäischen Mannschaftsmeisterschaft (2011 bis 2017) teil.
In Deutschland spielte er für den SK Turm Emsdetten (2012 bis 2016).
| Hier fehlt eine Grafik, die leider im Moment aus technischen Gründen nicht angezeigt werden kann. Wir arbeiten daran! |